# ほっとするわ
『ほっとするわ』は、関西テレビで2014年1月6日から2024年3月25日まで毎週月曜 21:54 - 22:00に放送されていたバラエティ番組。味の素AGF（旧：味の素ゼネラルフーヅ）一社提供。

## 概要
「趣味の時」「家族との時」「仕事の時」「仲間との時」「ひとりの時」など、よしもとタレントの『ほっとできる』くつろぎの時を、ナビゲーターを務める又吉直樹（ピース）が紹介する。

## 特別講演
2015年11月30日（月）の放送で100回を迎え、2015年10月5日にはよしもと祇園花月にて『「ほっとするわ」100回記念特別公演』が開催された。
- ナビゲーター：又吉直樹・綾部祐二（ピース）
- トークゲスト：木村祐一、オール阪神・巨人、テンダラー、キングコング、学天即、ピスタチオ

## 出演者
- ナビゲーター：又吉直樹（ピース）

## 放送日・内容
| 2014年（平成26年） | 2014年（平成26年） | 2014年（平成26年）                     | 2014年（平成26年） |
| 放送回             | 放送日             | ゲスト                                 |                    |
| ------------------ | ------------------ | -------------------------------------- | ------------------ |
| 第1回              | 1月6日             | 西川きよし                             |                    |
| 第2回              | 1月13日            | 綾部祐二（ピース）                     |                    |
| 第3回              | 1月20日            | 辻本茂雄                               |                    |
| 第4回              | 1月27日            | しずちゃん（南海キャンディーズ）       |                    |
| 第5回              | 2月3日             | 近藤春菜（ハリセンボン）               |                    |
| 第6回              | 2月10日            | 宇都宮まき                             |                    |
| 第7回              | 2月17日            | 今いくよ（今いくよ・くるよ）           |                    |
| 第8回              | 2月24日            | 田村亮（ロンドンブーツ1号2号）         |                    |
| 第9回              | 3月3日             | 末成由美                               |                    |
| 第10回             | 3月10日            | 海原やすよ                             |                    |
| 第11回             | 3月17日            | 植野行雄（デニス）                     |                    |
| 第12回             | 3月24日            | 西田幸治（笑い飯）                     |                    |
| 第13回             | 3月31日            | 隅田美保（アジアン〈当時〉）           |                    |
| 第14回             | 4月7日             | ぼんちおさむ                           |                    |
| 第15回             | 4月14日            | さゆり（かつみ♥さゆり）                |                    |
| 第16回             | 4月21日            | 黒沢かずこ（森三中）                   |                    |
| 第17回             | 4月28日            | 斉藤慎二（ジャングルポケット〈当時〉） |                    |
| 第18回             | 5月5日             | 西川のりお（西川のりお・上方よしお）   |                    |
| 第19回             | 5月12日            | 井上裕介（NON STYLE）                  |                    |
| 第20回             | 5月19日            | 福本愛菜                               |                    |
| 第21回             | 5月26日            | 松波正信監督（ガイナーレ鳥取）         |                    |
| 第22回             | 6月2日             | 島田珠代                               |                    |
| 第23回             | 6月9日             | 月亭八光                               |                    |
| 第24回             | 6月16日            | 海原ともこ                             |                    |
| 第25回             | 6月23日            | 大平サブロー                           |                    |
| 第26回             | 6月30日            | モモコ（ハイヒール）                   |                    |
| 第27回             | 7月7日             | 内場勝則                               |                    |
| 第28回             | 7月14日            | 福徳秀介（ジャルジャル）               |                    |
| 第29回             | 7月21日            | 庄司智春（品川庄司）                   |                    |
| 第30回             | 7月28日            | 駒野友一（ジュビロ磐田）               |                    |
| 第31回             | 8月4日             | 向井慧（パンサー）                     |                    |
| 第32回             | 8月11日            | 山田菜々（NMB48〈当時〉）              |                    |
| 第33回             | 8月18日            | トミーズ雅                             |                    |
| 第34回             | 8月25日            | 馬場裕之（ロバート）                   |                    |
| 第35回             | 9月1日             | 椿鬼奴                                 |                    |
| 第36回             | 9月8日             | 矢野勝也（矢野・兵動）                 |                    |
| 第37回             | 9月15日            | ツネ（2700〈当時〉）                   |                    |
| 第38回             | 9月22日            | 大木こだま（大木こだま・ひびき）       |                    |
| 第39回             | 9月29日            | 津田篤宏（ダイアン）                   |                    |
| 第40回             | 10月6日            | 今くるよ（今いくよ・くるよ）           |                    |
| 第41回             | 10月13日           | 哲夫（笑い飯）                         |                    |
| 第42回             | 10月20日           | 板倉俊之（インパルス）                 |                    |
| 第43回             | 10月27日           | 山口智充                               |                    |
| 第44回             | 11月3日            | 坂田利夫                               |                    |
| 第45回             | 11月10日           | 剛（中川家）                           |                    |
| 第46回             | 11月17日           | 山田花子                               |                    |
| 第47回             | 11月24日           | 月亭方正                               |                    |
| 第48回             | 12月1日            | こいで（シャンプーハット）             |                    |
| 第49回             | 12月8日            | 中田敦彦（オリエンタルラジオ）         |                    |
| 第50回             | 12月15日           | 未知やすえ                             |                    |
| 第51回             | 12月22日           | 千原せいじ（千原兄弟）                 |                    |
| 第52回             | 12月29日           | ほんこん（130R）                       |                    |

| 2015年（平成27年） | 2015年（平成27年） | 2015年（平成27年）                       | 2015年（平成27年） |
| 放送回             | 放送日             | ゲスト                                   |                    |
| ------------------ | ------------------ | ---------------------------------------- | ------------------ |
| 第53回             | 1月5日             | オール阪神（オール阪神・巨人）           |                    |
| 第54回             | 1月12日            | 山内健司（かまいたち）                   |                    |
| 第55回             | 1月19日            | 石田明（NON STYLE）                      |                    |
| 第56回             | 1月26日            | 村上ショージ                             |                    |
| 第57回             | 2月2日             | 土肥ポン太                               |                    |
| 第58回             | 2月9日             | 村上健志（フルーツポンチ）               |                    |
| 第59回             | 2月16日            | 宮川花子（宮川大助・花子）               |                    |
| 第60回             | 2月23日            | 八木真澄（サバンナ）                     |                    |
| 第61回             | 3月2日             | 浜本広晃（テンダラー）                   |                    |
| 第62回             | 3月9日             | オール巨人（オール阪神・巨人）           |                    |
| 第63回             | 3月16日            | 藤森慎吾（オリエンタルラジオ）           |                    |
| 第64回             | 3月23日            | レイザーラモンRG                         |                    |
| 第65回             | 3月30日            | 藤田憲右（トータルテンボス）             |                    |
| 第66回             | 4月6日             | 月亭八方                                 |                    |
| 第67回             | 4月13日            | 小泉エリ                                 |                    |
| 第68回             | 4月20日            | 堤下敦（インパルス）                     |                    |
| 第69回             | 4月27日            | 又吉直樹（ピース）                       |                    |
| 第70回             | 5月4日             | 渡辺美優紀（NMB48〈当時〉）              |                    |
| 第71回             | 5月11日            | 板尾創路（130R）                         |                    |
| 第72回             | 5月18日            | シルク                                   |                    |
| 第73回             | 5月25日            | 田村裕（麒麟）                           |                    |
| 第74回             | 6月1日             | 桂小枝                                   |                    |
| 第75回             | 6月8日             | ワッキー（ペナルティ）                   |                    |
| 第76回             | 6月15日            | レイザーラモンHG                         |                    |
| 第77回             | 6月22日            | 浅香あき恵                               |                    |
| 第78回             | 6月29日            | 井上聡（次長課長）                       |                    |
| 第79回             | 7月6日             | 後藤淳平（ジャルジャル）                 |                    |
| 第80回             | 7月13日            | 門脇佳奈子（NMB48〈当時〉）              |                    |
| 第81回             | 7月20日            | 千原ジュニア（千原兄弟）                 |                    |
| 第82回             | 7月27日            | 池乃めだか                               |                    |
| 第83回             | 8月3日             | すっちー                                 |                    |
| 第84回             | 8月10日            | 中川パラダイス（ウーマンラッシュアワー） |                    |
| 第85回             | 8月17日            | 白川悟実（テンダラー）                   |                    |
| 第86回             | 8月24日            | 佐藤哲夫（パンクブーブー）               |                    |
| 第87回             | 8月31日            | 井岡弘樹                                 |                    |
| 第88回             | 9月7日             | 浅越ゴエ（ザ・プラン9）                  |                    |
| 第89回             | 9月14日            | 吉田ヒロ                                 |                    |
| 第90回             | 9月21日            | 野沢直子                                 |                    |
| 第91回             | 9月28日            | 金田哲（はんにゃ）                       |                    |
| 第92回             | 10月5日            | 薮下柊（NMB48〈当時〉）                  |                    |
| 第93回             | 10月12日           | 島田一の介                               |                    |
| 第94回             | 10月19日           | 亘健太郎（フルーツポンチ）               |                    |
| 第95回             | 10月26日           | 陣内智則                                 |                    |
| 第96回             | 11月2日            | 川谷修士（2丁拳銃）                      |                    |
| 第97回             | 11月9日            | トミーズ健                               |                    |
| 第98回             | 11月16日           | 小谷里歩（NMB48〈当時〉）                |                    |
| 第99回             | 11月23日           | あべこうじ                               |                    |
| 第100回            | 11月30日           | 木村祐一                                 |                    |
| 第101回            | 12月7日            | 西川忠志                                 |                    |
| 第102回            | 12月14日           | 秋山賢太（アキナ）                       |                    |
| 第103回            | 12月21日           | 内間政成（スリムクラブ）                 |                    |
| 第104回            | 12月28日           | 鈴木Q太郎（ハイキングウォーキング）      |                    |

| 2016年（平成28年） | 2016年（平成28年） | 2016年（平成28年）                     | 2016年（平成28年） |
| 放送回             | 放送日             | ゲスト                                 |                    |
| ------------------ | ------------------ | -------------------------------------- | ------------------ |
| 第105回            | 1月4日             | 宮川大助（宮川大助・花子）             |                    |
| 第106回            | 1月11日            | 岸野里香（NMB48〈当時〉）              |                    |
| 第107回            | 1月18日            | 岡崎朋美                               |                    |
| 第108回            | 1月25日            | 蛍原徹（雨上がり決死隊〈当時〉）       |                    |
| 第109回            | 2月1日             | 佐久間一行                             |                    |
| 第110回            | 2月8日             | ナダル（コロコロチキチキペッパーズ）   |                    |
| 第111回            | 2月15日            | 丹羽大輝（ガンバ大阪〈当時〉）         |                    |
| 第112回            | 2月22日            | 黒田有（メッセンジャー）               |                    |
| 第113回            | 2月29日            | 伊地知大樹（ピスタチオ〈当時〉）       |                    |
| 第114回            | 3月7日             | 森田正光                               |                    |
| 第115回            | 3月14日            | 武内由紀子                             |                    |
| 第116回            | 3月21日            | 田中シングル（8.6秒バズーカー）        |                    |
| 第117回            | 3月28日            | 間寛平                                 |                    |
| 第118回            | 4月4日             | 吉田朱里（NMB48〈当時〉）              |                    |
| 第119回            | 4月11日            | 徳井健太（平成ノブシコブシ）           |                    |
| 第120回            | 4月18日            | ジミー大西                             |                    |
| 第121回            | 4月25日            | 菅広文（ロザン）                       |                    |
| 第122回            | 5月2日             | 酒井藍                                 |                    |
| 第123回            | 5月9日             | アキ（水玉れっぷう隊）                 |                    |
| 第124回            | 5月16日            | ケンドーコバヤシ                       |                    |
| 第125回            | 5月23日            | 桂三度                                 |                    |
| 第126回            | 5月30日            | 石山大輔（バンビーノ）                 |                    |
| 第127回            | 6月6日             | 松浦真也                               |                    |
| 第128回            | 6月13日            | 里見まさと（ザ・ぼんち）               |                    |
| 第129回            | 6月20日            | 原西孝幸（FUJIWARA）                   |                    |
| 第130回            | 6月27日            | 松本康太（レギュラー）                 |                    |
| 第131回            | 7月4日             | 太田宏介                               |                    |
| 第132回            | 7月11日            | 森田まりこ                             |                    |
| 第133回            | 7月18日            | 秋山竜次（ロバート）                   |                    |
| 第134回            | 7月25日            | 鰻和弘（銀シャリ）                     |                    |
| 第135回            | 8月1日             | 石原和幸（庭園デザイナー）             |                    |
| 第136回            | 8月9日             | 川島章良（はんにゃ）                   |                    |
| 第137回            | 8月15日            | 大木ひびき（大木こだまひびき）         |                    |
| 第138回            | 8月22日            | 菅良太郎（パンサー）                   |                    |
| 第139回            | 8月29日            | トキ（藤崎マーケット）                 |                    |
| 第140回            | 9月5日             | ウーイェイよしたか（スマイル）         |                    |
| 第141回            | 9月12日            | HIDEBOH（タップダンサー）              |                    |
| 第142回            | 9月19日            | ゆりやんレトリィバァ                   |                    |
| 第143回            | 9月26日            | 西野創人（コロコロチキチキペッパーズ） |                    |
| 第144回            | 10月3日            | 上方よしお                             |                    |
| 第145回            | 10月10日           | 高橋靖子                               |                    |
| 第146回            | 10月17日           | 安田善紀（閃光少女〈当時〉）           |                    |
| 第147回            | 10月24日           | 石井一久                               |                    |
| 第148回            | 10月31日           | たくませいこ                           |                    |
| 第149回            | 11月7日            | まちゃあき（エグスプロージョン）       |                    |
| 第150回            | 11月14日           | 上西恵（NMB48〈当時〉）                |                    |
| 第151回            | 11月21日           | 入江慎也（カラテカ〈当時〉）           |                    |
| 第152回            | 11月28日           | もりやすバンバンビガロ                 |                    |
| 第153回            | 12月5日            | 山内圭哉                               |                    |
| 第154回            | 12月12日           | ハイヒールリンゴ                       |                    |
| 第155回            | 12月20日           | 倉田あみ                               |                    |
| 第156回            | 12月26日           | 川畑泰史                               |                    |

| 2017年（平成29年） | 2017年（平成29年） | 2017年（平成29年）                                  | 2017年（平成29年） |
| 放送回             | 放送日             | ゲスト                                              |                    |
| ------------------ | ------------------ | --------------------------------------------------- | ------------------ |
| 第157回            | 1月9日             | 手塚理美                                            |                    |
| 第158回            | 1月16日            | 岩部彰（ミサイルマン）                              |                    |
| 第159回            | 1月23日            | 木村真野                                            |                    |
| 第160回            | 1月30日            | てつじ（シャンプーハット）                          |                    |
| 第161回            | 2月6日             | 安達健太郎（カナリア〈当時〉）                      |                    |
| 第162回            | 2月13日            | 金原早苗（吉本新喜劇）                              |                    |
| 第163回            | 2月20日            | 石井貴（元プロ野球選手）                            |                    |
| 第164回            | 2月27日            | 太田博久（ジャングルポケット）                      |                    |
| 第165回            | 3月6日             | 尾形貴弘（パンサー）                                |                    |
| 第166回            | 3月13日            | 吉田裕（吉本新喜劇）                                |                    |
| 第167回            | 3月20日            | 山本博（ロバート）                                  |                    |
| 第168回            | 3月27日            | 田中光                                              |                    |
| 第169回            | 4月3日             | 須藤凜々花（NMB48〈当時〉）                         |                    |
| 第170回            | 4月10日            | 真栄田賢（スリムクラブ）                            |                    |
| 第171回            | 4月17日            | 西森洋一（モンスターエンジン）                      |                    |
| 第172回            | 4月24日            | 村田諒太（プロボクサー）                            |                    |
| 第173回            | 5月1日             | 永井義文（フットサル選手）                          |                    |
| 第174回            | 5月8日             | 西澤裕介（ダイアン）                                |                    |
| 第175回            | 5月15日            | 藤原一裕（ライセンス）                              |                    |
| 第176回            | 5月22日            | ゆいP（おかずクラブ）                               |                    |
| 第177回            | 5月29日            | 藤井隆                                              |                    |
| 第178回            | 6月5日             | 山崎ケイ（相席スタート）                            |                    |
| 第179回            | 6月12日            | 近藤岳登（サッカー選手）                            |                    |
| 第180回            | 6月19日            | 和田ちゃん（女と男）                                |                    |
| 第181回            | 6月26日            | 村本大輔（ウーマンラッシュアワー）                  |                    |
| 第182回            | 7月3日             | たむらけんじ                                        |                    |
| 第183回            | 7月10日            | 大黒将志（プロサッカー選手）                        |                    |
| 第184回            | 7月17日            | 兵動大樹（矢野・兵動）                              |                    |
| 第185回            | 7月24日            | 川田広樹（ガレッジセール）                          |                    |
| 第186回            | 7月31日            | 横澤夏子                                            |                    |
| 第187回            | 8月7日             | 桑原雅人（トット）                                  |                    |
| 第188回            | 8月14日            | 好井まさお（井下好井〈当時〉）                      |                    |
| 第189回            | 8月21日            | 桜 稲垣早希                                         |                    |
| 第190回            | 8月28日            | 関町知弘（ライス）                                  |                    |
| 第191回            | 9月4日             | 小笠原茉由（AKB48/NMB48〈当時〉）                   |                    |
| 第192回            | 9月11日            | 谷口理（フースーヤ）                                |                    |
| 第193回            | 9月18日            | 濱家隆一（かまいたち）                              |                    |
| 第194回            | 9月25日            | 岩尾望（フットボールアワー）                        |                    |
| 第195回            | 10月2日            | たかし（トレンディエンジェル）                      |                    |
| 第196回            | 10月9日            | エハラマサヒロ                                      |                    |
| 第197回            | 10月16日           | モト冬樹                                            |                    |
| 第198回            | 10月23日           | 長谷川忍（シソンヌ）                                |                    |
| 第199回            | 10月30日           | 又吉直樹（ピース）                                  |                    |
| 第200回            | 11月6日            | 又吉直樹（ピース）                                  |                    |
| 第201回            | 11月13日           | 林健（ギャロップ）                                  |                    |
| 第202回            | 11月20日           | 紅蘭                                                |                    |
| 第203回            | 11月27日           | ヒューマン中村                                      |                    |
| 第204回            | 12月4日            | 渚（尼神インター〈当時〉）                          |                    |
| 第205回            | 12月11日           | 尾木直樹                                            |                    |
| 第206回            | 12月18日           | 野村尚平（プリマ旦那:現在は令和喜多みな実〈当時〉） |                    |
| 第207回            | 12月25日           | 長田庄平（チョコレートプラネット）                  |                    |

| 2018年（平成30年） | 2018年（平成30年） | 2018年（平成30年）                                     | 2018年（平成30年） |
| 放送回             | 放送日             | ゲスト                                                 |                    |
| ------------------ | ------------------ | ------------------------------------------------------ | ------------------ |
| 第208回            | 1月8日             | はるな愛                                               |                    |
| 第209回            | 1月15日            | 亜生（ミキ）                                           |                    |
| 第210回            | 1月22日            | 宮戸洋行（GAG少年楽団〈当時〉）                        |                    |
| 第211回            | 1月29日            | 瀬戸洋祐（スマイル）                                   |                    |
| 第212回            | 2月5日             | 矢部太郎（カラテカ）                                   |                    |
| 第213回            | 2月12日            | IVAN                                                   |                    |
| 第214回            | 2月19日            | 粗品（霜降り明星）                                     |                    |
| 第215回            | 2月26日            | ヤナギブソン（ザ・プラン9）                            |                    |
| 第216回            | 3月5日             | バイク川崎バイク                                       |                    |
| 第217回            | 3月12日            | 村田秀亮（とろサーモン）                               |                    |
| 第218回            | 3月19日            | ユージ                                                 |                    |
| 第219回            | 3月26日            | お便りいただいたエピソード編                           |                    |
| 第220回            | 4月2日             | お便りいただいたエピソード編                           |                    |
| 第221回            | 4月9日             | 福島善成（ガリットチュウ）                             |                    |
| 第222回            | 4月16日            | 栗原類                                                 |                    |
| 第223回            | 4月23日            | おたけ（ジャングルポケット）                           |                    |
| 第224回            | 4月30日            | 遠藤章造（ココリコ）                                   |                    |
| 第225回            | 5月7日             | 向井慧（パンサー）×菊地亜美×村上健志（フルーツポンチ） |                    |
| 第226回            | 5月14日            | 向井慧（パンサー）×菊地亜美×村上健志（フルーツポンチ） |                    |
| 第227回            | 5月21日            | 向井慧（パンサー）×菊地亜美×村上健志（フルーツポンチ） |                    |
| 第228回            | 5月28日            | 向井慧（パンサー）×菊地亜美×村上健志（フルーツポンチ） |                    |
| 第229回            | 6月4日             | 津田康平（マルセイユ）                                 |                    |
| 第230回            | 6月11日            | 川原克己（天竺鼠）                                     |                    |
| 第231回            | 6月18日            | 田崎佑一（藤崎マーケット）                             |                    |
| 第232回            | 6月25日            | 羽田圭介（小説家）                                     |                    |
| 第233回            | 7月2日             | 河井ゆずる（アインシュタイン）                         |                    |
| 第234回            | 7月9日             | 彦摩呂                                                 |                    |
| 第235回            | 7月16日            | はら（ゆにばーす）                                     |                    |
| 第236回            | 7月23日            | ゆうへい（吉田たち）                                   |                    |
| 第237回            | 7月30日            | 田渕章裕（インディアンス）                             |                    |
| 第238回            | 8月6日             | GENKING                                                |                    |
| 第239回            | 8月13日            | 木崎太郎（祇園）                                       |                    |
| 第240回            | 8月20日            | 藤本敏史（FUJIWARA）                                   |                    |
| 第241回            | 8月27日            | 田中一彦（スーパーマラドーナ）                         |                    |
| 第242回            | 9月3日             | 益若つばさ                                             |                    |
| 第243回            | 9月10日            | 黒瀬純（パンクブーブー）                               |                    |
| 第244回            | 9月17日            | 大林健二（モンスターエンジン）                         |                    |
| 第245回            | 9月24日            | 西代洋（ミサイルマン）                                 |                    |
| 第246回            | 10月1日            | 矢野勝也（矢野・兵動）×たむらけんじ×山本博（ロバート） |                    |
| 第247回            | 10月8日            | 矢野勝也（矢野・兵動）×たむらけんじ×山本博（ロバート） |                    |
| 第248回            | 10月15日           | 矢野勝也（矢野・兵動）×たむらけんじ×山本博（ロバート） |                    |
| 第249回            | 10月22日           | 矢野勝也（矢野・兵動）×たむらけんじ×山本博（ロバート） |                    |
| 第250回            | 10月29日           | 矢野勝也（矢野・兵動）×たむらけんじ×山本博（ロバート） |                    |
| 第251回            | 11月5日            | よしこ（ガンバレルーヤ）                               |                    |
| 第252回            | 11月12日           | 田邊孟徳（タナからイケダ）                             |                    |
| 第253回            | 11月19日           | 真壁刀義                                               |                    |
| 第254回            | 11月26日           | 新山士彦（さや香）                                     |                    |
| 第255回            | 12月3日            | オール巨人（オール阪神・巨人）                         |                    |
| 第256回            | 12月10日           | 野田クリスタル（マヂカルラブリー）                     |                    |
| 第257回            | 12月17日           | 渡邊孝平（クロスバー直撃）                             |                    |
| 第258回            | 12月24日           | 西山茉希                                               |                    |

| 2019年（平成31年/令和元年） | 2019年（平成31年/令和元年） | 2019年（平成31年/令和元年）                           | 2019年（平成31年/令和元年） |
| 放送回                      | 放送日                      | ゲスト                                                |                             |
| --------------------------- | --------------------------- | ----------------------------------------------------- | --------------------------- |
| 第258回                     | 1月7日                      | 諸見里大介（吉本新喜劇）                              |                             |
| 第259回                     | 1月14日                     | NON STYLE                                             |                             |
| 第260回                     | 1月21日                     | NON STYLE                                             |                             |
| 第261回                     | 1月28日                     | NON STYLE                                             |                             |
| 第262回                     | 2月4日                      | 又吉直樹（ピース）                                    |                             |
| 第263回                     | 2月11日                     | 又吉直樹（ピース）                                    |                             |
| 第264回                     | 2月18日                     | 松尾駿（チョコレートプラネット）                      |                             |
| 第265回                     | 2月25日                     | ぼんちおさむ（ザ・ぼんち）                            |                             |
| 第266回                     | 3月4日                      | 白間美瑠（NMB48〈当時〉）                             |                             |
| 第267回                     | 3月11日                     | 高木晋哉（ジョイマン）                                |                             |
| 第268回                     | 3月18日                     | ケツ（ニッポンの社長）                                |                             |
| 第269回                     | 3月25日                     | オカリナ（おかずクラブ）                              |                             |
| 第270回                     | 4月1日                      | 藤本淳史（田畑藤本〈当時〉）                          |                             |
| 第271回                     | 4月8日                      | ひょっこりはん                                        |                             |
| 第272回                     | 4月15日                     | 間寛平                                                |                             |
| 第273回                     | 4月22日                     | 間寛平                                                |                             |
| 第274回                     | 4月29日                     | 市川義一（女と男）                                    |                             |
| 第275回                     | 5月6日                      | 池田美優                                              |                             |
| 第276回                     | 5月13日                     | もう中学生                                            |                             |
| 第277回                     | 5月20日                     | ダイアン                                              |                             |
| 第278回                     | 5月27日                     | ダイアン                                              |                             |
| 第279回                     | 6月3日                      | おいでやす小田                                        |                             |
| 第280回                     | 6月10日                     | 堀田茜                                                |                             |
| 第281回                     | 6月17日                     | 川島明（麒麟）                                        |                             |
| 第282回                     | 6月24日                     | 佐田正樹（バッドボーイズ）                            |                             |
| 第283回                     | 7月1日                      | 吉村崇（平成ノブシコブシ）                            |                             |
| 第284回                     | 7月8日                      | 池田直人（レインボー）                                |                             |
| 第285回                     | 7月15日                     | 柳ゆり菜                                              |                             |
| 第286回                     | 7月22日                     | 今井将人※現在は今井らいぱち（ヒガシ逢ウサカ〈当時〉） |                             |
| 第287回                     | 7月29日                     | かみちぃ（ジェラードン）                              |                             |
| 第288回                     | 8月5日                      | 斉藤司（トレンディエンジェル）                        |                             |
| 第289回                     | 8月12日                     | 大須賀健剛（セルライトスパ）                          |                             |
| 第290回                     | 8月19日                     | 村瀬紗英（NMB48〈当時〉）                             |                             |
| 第291回                     | 8月26日                     | 西川のりお                                            |                             |
| 第292回                     | 9月2日                      | 毛利大亮（ギャロップ）                                |                             |
| 第293回                     | 9月9日                      | ダレノガレ明美                                        |                             |
| 第294回                     | 9月16日                     | 石井誠一（さや香）                                    |                             |
| 第295回                     | 9月23日                     | 西村ヒロチョ                                          |                             |
| 第296回                     | 9月30日                     | 瀬下豊（天竺鼠）                                      |                             |
| 第297回                     | 10月7日                     | 磯山さやか                                            |                             |
| 第298回                     | 10月14日                    | 岩橋良昌（プラス・マイナス〈当時〉）                  |                             |
| 第299回                     | 10月21日                    | すっちー×又吉直樹（ピース）                           |                             |
| 第300回                     | 10月28日                    | すっちー×又吉直樹（ピース）                           |                             |
| 第301回                     | 11月4日                     | 山名文和（アキナ）                                    |                             |
| 第302回                     | 11月11日                    | 谷川愛梨（NMB48〈当時〉）                             |                             |
| 第303回                     | 11月18日                    | 稲田直樹（アインシュタイン）                          |                             |
| 第304回                     | 11月25日                    | 又吉直樹（ピース）                                    |                             |
| 第305回                     | 12月2日                     | 又吉直樹（ピース）                                    |                             |
| 第306回                     | 12月9日                     | 鈴木もぐら（空気階段）                                |                             |
| 第307回                     | 12月16日                    | ゆきぽよ                                              |                             |
| 第308回                     | 12月23日                    | 西村真二（ラフレクラン:現在はコットン）               |                             |

| 2020年（令和2年） | 2020年（令和2年） | 2020年（令和2年）                                                     | 2020年（令和2年） |
| 放送回            | 放送日            | ゲスト                                                                |                   |
| ----------------- | ----------------- | --------------------------------------------------------------------- | ----------------- |
| 第309回           | 1月6日            | 桑原雅人（トット）× 盛山晋太郎（見取り図）× 渋谷凪咲（NMB48〈当時〉） |                   |
| 第310回           | 1月13日           | 桑原雅人（トット）× 盛山晋太郎（見取り図）× 渋谷凪咲（NMB48〈当時〉） |                   |
| 第311回           | 1月20日           | 桑原雅人（トット）× 盛山晋太郎（見取り図）× 渋谷凪咲（NMB48〈当時〉） |                   |
| 第312回           | 1月27日           | 桑原雅人（トット）× 盛山晋太郎（見取り図）× 渋谷凪咲（NMB48〈当時〉） |                   |
| 第313回           | 2月3日            | りんごちゃん                                                          |                   |
| 第314回           | 2月10日           | 川谷修士（2丁拳銃）× 野々村友紀子                                     |                   |
| 第315回           | 2月17日           | 川谷修士（2丁拳銃）× 野々村友紀子                                     |                   |
| 第316回           | 2月24日           | きむ（インディアンス）                                                |                   |
| 第317回           | 3月2日            | 和田まんじゅう（ネルソンズ）                                          |                   |
| 第318回           | 3月9日            | 別府貴之（マルセイユ）                                                |                   |
| 第319回           | 3月16日           | 久松郁実                                                              |                   |
| 第320回           | 3月23日           | こうへい（吉田たち）                                                  |                   |
| 第321回           | 3月30日           | 皆川（ネイビーズアフロ）                                              |                   |
| 第322回           | 4月6日            | 爆ノ介                                                                |                   |
| 第323回           | 4月13日           | 真べぇ（ダブルアート）                                                |                   |
| 第324回           | 4月20日           | コシノジュンコ × 又吉直樹（ピース）                                   |                   |
| 第325回           | 4月27日           | コシノジュンコ × 又吉直樹（ピース）                                   |                   |
| 第326回           | 5月4日            | コシノジュンコ × 又吉直樹（ピース）                                   |                   |
| 第327回           | 5月11日           | コシノジュンコ × 又吉直樹（ピース）                                   |                   |
| 第328回           | 5月18日           | 行定勲（映画監督）                                                    |                   |
| 第329回           | 5月25日           | 小川暖奈（スパイク）                                                  |                   |
| 第330回           | 6月1日            | 南條庄助（すゑひろがりず）                                            |                   |
| 第331回           | 6月8日            | 鈴木奈々                                                              |                   |
| 第332回           | 6月15日           | かなで（3時のヒロイン）                                               |                   |
| 第333回           | 6月22日           | ミキ                                                                  |                   |
| 第334回           | 6月29日           | ミキ                                                                  |                   |
| 第335回           | 7月6日            | 嶋佐和也（ニューヨーク）                                              |                   |
| 第336回           | 7月13日           | 川上千尋（NMB48〈当時〉）                                             |                   |
| 第337回           | 7月20日           | 高井佳佑（ガーリィレコード）                                          |                   |
| 第338回           | 7月27日           | 守谷日和                                                              |                   |
| 第339回           | 8月3日            | 山田健人（ラニーノーズ）                                              |                   |
| 第340回           | 8月10日           | 小杉竜一（ブラックマヨネーズ）                                        |                   |
| 第341回           | 8月17日           | 伊藤俊介（オズワルド）                                                |                   |
| 第342回           | 8月24日           | 杉本青空（からし蓮根）                                                |                   |
| 第343回           | 8月31日           | 近藤千尋                                                              |                   |
| 第344回           | 9月7日            | 渡辺大知                                                              |                   |
| 第345回           | 9月14日           | 下田真生（コウテイ〈当時〉）                                          |                   |
| 第346回           | 9月21日           | 熊元プロレス（紅しょうが）                                            |                   |
| 第347回           | 9月28日           | にしやま（エンペラー）                                                |                   |
| 第348回           | 10月5日           | 大西亜玖璃                                                            |                   |
| 第349回           | 10月12日          | 山添寛（相席スタート）                                                |                   |
| 第350回           | 10月19日          | 濱家隆一（かまいたち）                                                |                   |
| 第351回           | 10月26日          | 安田桃寧（NMB48〈当時〉）                                             |                   |
| 第352回           | 11月2日           | 奥田修二（学天即）                                                    |                   |
| 第353回           | 11月9日           | 川島ofレジェンド（はんにゃ）                                          |                   |
| 第354回           | 11月16日          | 辻（ニッポンの社長）                                                  |                   |
| 第355回           | 11月23日          | 兎（ロングコートダディ）                                              |                   |
| 第356回           | 11月30日          | さすけ（滝音）                                                        |                   |
| 第357回           | 12月7日           | コシノジュンコ × 又吉直樹（ピース）                                   |                   |
| 第358回           | 12月14日          | コシノジュンコ × 又吉直樹（ピース）                                   |                   |
| 第359回           | 12月21日          | 又吉直樹（ピース）                                                    |                   |
| 第360回           | 12月28日          | 又吉直樹（ピース）                                                    |                   |

| 2021年（令和3年） | 2021年（令和3年） | 2021年（令和3年）                                  | 2021年（令和3年） |
| 放送回            | 放送日            | ゲスト                                             |                   |
| ----------------- | ----------------- | -------------------------------------------------- | ----------------- |
| 第361回           | 1月4日            | 松浦景子                                           |                   |
| 第362回           | 1月11日           | 金ちゃん（鬼越トマホーク）                         |                   |
| 第363回           | 1月18日           | 西野未姫                                           |                   |
| 第364回           | 1月25日           | アントニー（マテンロウ）                           |                   |
| 第365回           | 2月1日            | 小泉エリ × 桜 稲垣早希 × 横澤夏子                  |                   |
| 第366回           | 2月8日            |                                                    |                   |
| 第367回           | 2月15日           |                                                    |                   |
| 第368回           | 2月22日           |                                                    |                   |
| 第369回           | 3月1日            | 荒川（エルフ）                                     |                   |
| 第370回           | 3月8日            | 原田泰雅（ビスケットブラザーズ）                   |                   |
| 第371回           | 3月15日           | 北原里英                                           |                   |
| 第372回           | 3月22日           | 森下直人（ななまがり）                             |                   |
| 第373回           | 3月29日           | ますみ（天才ピアニスト）                           |                   |
| 第374回           | 4月5日            | 山本望叶（NMB48〈当時〉）                          |                   |
| 第375回           | 4月12日           | こがけん                                           |                   |
| 第376回           | 4月19日           | 阪本（マユリカ）                                   |                   |
| 第377回           | 4月26日           | 岩倉美里（蛙亭）                                   |                   |
| 第378回           | 5月3日            | 山崎ケイ（相席スタート）                           |                   |
| 第379回           | 5月10日           | 水川かたまり（空気階段）                           |                   |
| 第380回           | 5月17日           | 多田智佑（トット）                                 |                   |
| 第381回           | 5月24日           | ひるちゃん（インポッシブル）                       |                   |
| 第382回           | 5月31日           | アタック西本（ジェラードン）                       |                   |
| 第383回           | 6月7日            | 村田秀亮（とろサーモン）×木村卓寛（天津）×みちょぱ |                   |
| 第384回           | 6月14日           | 吉田結衣（THIS IS パン）                           |                   |
| 第385回           | 6月21日           | おいでやす小田                                     |                   |
| 第386回           | 6月28日           | 梅山恋和（NMB48）                                  |                   |
| 第387回           | 7月5日            | 村田秀亮（とろサーモン）×木村卓寛（天津）×みちょぱ |                   |
| 第388回           | 7月12日           | 村田秀亮（とろサーモン）×木村卓寛（天津）×みちょぱ |                   |
| 第389回           | 7月19日           | 村田秀亮（とろサーモン）×木村卓寛（天津）×みちょぱ |                   |
| 第390回           | 8月9日            | 河野良祐（令和喜多みな実〈当時〉）                 |                   |
| 第391回           | 8月16日           | 村田秀亮（とろサーモン）×木村卓寛（天津）×みちょぱ |                   |
| 第392回           | 8月23日           | チョコレートプラネット                             |                   |
| 第393回           | 8月30日           | チョコレートプラネット                             |                   |
| 第394回           | 9月6日            | 空道太郎（ラフ次元）                               |                   |
| 第395回           | 9月13日           | きょん（コットン）                                 |                   |
| 第396回           | 9月20日           | 市川刺身（そいつどいつ）                           |                   |
| 第397回           | 9月27日           | 兼光タカシ（プラス・マイナス〈当時〉）             |                   |
| 第398回           | 10月4日           | 秋定遼太郎（滝音）                                 |                   |
| 第399回           | 10月11日          | 橋本市民球場（隣人）                               |                   |
| 第400回           | 10月18日          | 又吉直樹（ピース）                                 |                   |
| 第401回           | 10月25日          | 又吉直樹（ピース）                                 |                   |
| 第402回           | 11月1日           | 浦井のりひろ（男性ブランコ）                       |                   |
| 第403回           | 11月8日           | ゆりやんレトリィバァ                               |                   |
| 第404回           | 11月15日          | 永見大吾（カベポスター）                           |                   |
| 第405回           | 11月22日          | 誠子（尼神インター〈当時〉）                       |                   |
| 第406回           | 11月29日          | 内海崇（ミルクボーイ）                             |                   |
| 第407回           | 12月6日           | EXIT                                               |                   |
| 第408回           | 12月13日          | EXIT                                               |                   |
| 第409回           | 12月20日          | ロジャー（大自然）                                 |                   |
| 第410回           | 12月27日          | 松浦志穂（スパイク）                               |                   |

| 2022年（令和4年） | 2022年（令和4年） | 2022年（令和4年）                                                      | 2022年（令和4年） |
| 放送回            | 放送日            | ゲスト                                                                 |                   |
| ----------------- | ----------------- | ---------------------------------------------------------------------- | ----------------- |
| 第411回           | 1月10日           | 野澤輸出（ダイヤモンド）                                               |                   |
| 第412回           | 1月17日           | 円広志                                                                 |                   |
| 第413回           | 1月24日           | 伊織（からし蓮根）                                                     |                   |
| 第414回           | 1月31日           | 洲崎貴郁（ラニーノーズ）                                               |                   |
| 第415回           | 2月14日           | 又吉直樹（ピース）                                                     |                   |
| 第416回           | 2月21日           | 又吉直樹（ピース）                                                     |                   |
| 第417回           | 2月28日           | 三島達矢（すゑひろがりず）                                             |                   |
| 第418回           | 3月7日            | 哲夫（笑い飯）×山名文和（アキナ）×佐月愛果（NMB48〈当時〉）            |                   |
| 第419回           | 3月14日           | 哲夫（笑い飯）×山名文和（アキナ）×佐月愛果（NMB48〈当時〉）            |                   |
| 第420回           | 3月21日           | 哲夫（笑い飯）×山名文和（アキナ）×佐月愛果（NMB48〈当時〉）            |                   |
| 第421回           | 3月28日           | 哲夫（笑い飯）×山名文和（アキナ）×佐月愛果（NMB48〈当時〉）            |                   |
| 第422回           | 4月4日            | 山田愛実（TEAM BANANA）                                                |                   |
| 第423回           | 4月11日           | 村上（マヂカルラブリー）                                               |                   |
| 第424回           | 4月18日           | 西野七瀬                                                               |                   |
| 第425回           | 4月25日           | 辻井亮平（アイロンヘッド）                                             |                   |
| 第426回           | 5月2日            | 植田紫帆（オダウエダ）                                                 |                   |
| 第427回           | 5月9日            | 迫田篤（デルマパンゲ）                                                 |                   |
| 第428回           | 5月16日           | KAƵMA（しずる）                                                        |                   |
| 第429回           | 5月23日           | はじり（ネイビーズアフロ）                                             |                   |
| 第430回           | 5月30日           | ジャンボたかお（レインボー）                                           |                   |
| 第431回           | 6月6日            | 藤本敏史（FUJIWARA）×田辺智加（ぼる塾）×小杉竜一（ブラックマヨネーズ） |                   |
| 第432回           | 6月13日           | 藤本敏史（FUJIWARA）×田辺智加（ぼる塾）×小杉竜一（ブラックマヨネーズ） |                   |
| 第433回           | 6月20日           | 藤本敏史（FUJIWARA）×田辺智加（ぼる塾）×小杉竜一（ブラックマヨネーズ） |                   |
| 第434回           | 6月27日           | 藤本敏史（FUJIWARA）×田辺智加（ぼる塾）×小杉竜一（ブラックマヨネーズ） |                   |
| 第435回           | 7月4日            | 柏木由紀                                                               |                   |
| 第436回           | 7月11日           | ピーナツ（ドーナツ・ピーナツ）                                         |                   |
| 第437回           | 7月18日           | 愛（ヨネダ2000）                                                       |                   |
| 第438回           | 7月25日           | 大東翔生（ダブルヒガシ）                                               |                   |
| 第439回           | 8月1日            | 見取り図                                                               |                   |
| 第440回           | 8月8日            | 見取り図                                                               |                   |
| 第441回           | 8月15日           | はる（エルフ）                                                         |                   |
| 第442回           | 8月22日           | 大村朋宏（トータルテンボス）                                           |                   |
| 第443回           | 8月29日           | 吉野北人（THE RAMPAGE）                                                |                   |
| 第444回           | 9月5日            | 大谷健太                                                               |                   |
| 第445回           | 9月12日           | 久代萌美                                                               |                   |
| 第446回           | 9月19日           | 中村フー（ヘンダーソン）                                               |                   |
| 第447回           | 9月26日           | 坂井良多（鬼越トマホーク）                                             |                   |
| 第448回           | 10月3日           | 稲田美紀（紅しょうが）                                                 |                   |
| 第449回           | 10月10日          | タグ（ダブルアート）                                                   |                   |
| 第450回           | 10月17日          | 清水香里芽（ハイツ友の会〈当時〉）                                     |                   |
| 第451回           | 10月24日          | 昴生（ミキ）                                                           |                   |
| 第452回           | 10月31日          | 山本萩子                                                               |                   |
| 第453回           | 11月7日           | 八木崇（うるとらブギーズ）                                             |                   |
| 第454回           | 11月14日          | チョコレートプラネット                                                 |                   |
| 第455回           | 11月21日          | チョコレートプラネット                                                 |                   |
| 第456回           | 11月28日          | 福田麻貴（3時のヒロイン）                                              |                   |
| 第457回           | 12月5日           | 中谷（マユリカ）                                                       |                   |
| 第458回           | 12月12日          | 許豊凡（INI）                                                          |                   |
| 第459回           | 12月19日          | 中村遊直（隣人）                                                       |                   |
| 第460回           | 12月26日          | 川崎希                                                                 |                   |

| 2023年（令和5年） | 2023年（令和5年） | 2023年（令和5年）                                   | 2023年（令和5年） |
| 放送回            | 放送日            | ゲスト                                              |                   |
| ----------------- | ----------------- | --------------------------------------------------- | ----------------- |
| 第461回           | 1月9日            | トニーフランク                                      |                   |
| 第462回           | 1月16日           | 萌々（爛々）                                        |                   |
| 第463回           | 1月23日           | 山口コンボイ（ケビンス）                            |                   |
| 第464回           | 1月30日           | まもる。（もも）                                    |                   |
| 第465回           | 2月6日            | 児玉智洋（サルゴリラ）                              |                   |
| 第466回           | 2月13日           | 初瀬悠太（ななまがり）                              |                   |
| 第467回           | 2月20日           | 浜田順平（カベポスター）                            |                   |
| 第468回           | 2月27日           | 髙比良くるま（令和ロマン）                          |                   |
| 第469回           | 3月6日            | 小野花梨                                            |                   |
| 第470回           | 3月13日           | 坂田心咲（NMB48）                                   |                   |
| 第470回           | 3月20日           | 岡下雅典（THIS IS パン）                            |                   |
| 第471回           | 3月27日           | ソマオ・ミートボール                                |                   |
| 第472回           | 4月3日            | 福井俊太郎（GAG）                                   |                   |
| 第473回           | 4月10日           | 山井祥子（エレガント人生）                          |                   |
| 第474回           | 4月17日           | 梅村賢太郎（ラフ次元）                              |                   |
| 第475回           | 4月24日           | タイ（やさしいズ）                                  |                   |
| 第476回           | 5月1日            | 田津原理音                                          |                   |
| 第477回           | 5月8日            | あんり（ぼる塾）                                    |                   |
| 第478回           | 5月15日           | 小野竜輔（ダイヤモンド〈当時〉）                    |                   |
| 第479回           | 5月22日           | きむきむ（パーティーパーティー）                    |                   |
| 第480回           | 5月29日           | 中川勝就（OWV）                                     |                   |
| 第481回           | 6月5日            | 中山女子短期大学                                    |                   |
| 第482回           | 6月12日           | 安部若菜（NMB48）                                   |                   |
| 第483回           | 6月19日           | くっきー!（野性爆弾）                               |                   |
| 第484回           | 6月26日           | きん（ビスケットブラザーズ）                        |                   |
| 第485回           | 7月3日            | 誠（ヨネダ2000）                                    |                   |
| 第486回           | 7月10日           | kento fukaya                                        |                   |
| 第487回           | 7月17日           | 小田結希（オダウエダ）                              |                   |
| 第488回           | 7月24日           | 小籔千豊                                            |                   |
| 第489回           | 7月31日           | 岡田直子                                            |                   |
| 第490回           | 8月7日            | 駒場孝（ミルクボーイ）                              |                   |
| 第491回           | 8月14日           | 中野なかるてぃん（ナイチンゲールダンス）            |                   |
| 第492回           | 8月21日           | 竹若元博（バッファロー吾郎）                        |                   |
| 第493回           | 8月28日           | 宗安（チェリー大作戦）                              |                   |
| 第494回           | 9月4日            | 又吉直樹（ピース）×チョコレートプラネット           |                   |
| 第495回           | 9月11日           | 又吉直樹（ピース）×チョコレートプラネット           |                   |
| 第496回           | 9月18日           | 又吉直樹（ピース）×チョコレートプラネット           |                   |
| 第497回           | 9月25日           | 又吉直樹（ピース）×チョコレートプラネット           |                   |
| 第498回           | 10月2日           | 古市勇介（金魚番長）                                |                   |
| 第499回           | 10月9日           | 新山（さや香）                                      |                   |
| 第500回           | 10月16日          | りえちゃん（オーサカクレオパトラ）                  |                   |
| 第501回           | 10月23日          | 京極風斗（9番街レトロ）                             |                   |
| 第502回           | 10月30日          | 九条ジョー                                          |                   |
| 第503回           | 11月6日           | せめる。（もも）                                    |                   |
| 第504回           | 11月13日          | あいはら（メッセンジャー）                          |                   |
| 第505回           | 11月20日          | 松本まりか                                          |                   |
| 第506回           | 11月27日          | 倉悠貴                                              |                   |
| 第507回           | 12月4日           | ヤジマリー。（スカチャン）                          |                   |
| 第508回           | 12月11日          | タバやん。（カゲヤマ）                              |                   |
| 第509回           | 12月18日          | 酒井藍×伊織（からし蓮根）×出口結菜（NMB48〈当時〉） |                   |
| 第510回           | 12月25日          | 酒井藍×伊織（からし蓮根）×出口結菜（NMB48〈当時〉） |                   |

| 2024年（令和6年） | 2024年（令和6年） | 2024年（令和6年）                           | 2024年（令和6年） |
| 放送回            | 放送日            | ゲスト                                      |                   |
| ----------------- | ----------------- | ------------------------------------------- | ----------------- |
| 第511回           | 1月8日            | 酒井藍×伊織（からし蓮根）×出口結菜（NMB48） |                   |
| 第512回           | 1月15日           | 酒井藍×伊織（からし蓮根）×出口結菜（NMB48） |                   |
| 第513回           | 1月22日           | 赤羽健壱（サルゴリラ）                      |                   |
| 第514回           | 1月29日           | 能條愛未                                    |                   |
| 第515回           | 2月5日            | 鈴川絢子                                    |                   |
| 第516回           | 2月12日           | かじがや卓哉                                |                   |
| 第517回           | 2月19日           | とんず（はるかぜに告ぐ）                    |                   |
| 第518回           | 2月26日           | 東良介（ダブルヒガシ）                      |                   |
| 第519回           | 3月4日            | 内田彩                                      |                   |
| 第520回           | 3月11日           | 佐藤瑠雅                                    |                   |
| 第521回           | 3月18日           | 又吉直樹（ピース）×西川きよし               |                   |
| 第522回           | 3月25日           | 又吉直樹（ピース）×西川きよし               |                   |